# Phryneta atricornis
Phryneta atricornis là một loài bọ cánh cứng trong họ Cerambycidae.